# Laterna Magica
Laterna Magica — латинська назва ансамблю старовинної музики з міста Санкт-Петербург.

## Назва
В перекладі з латини «Laterna Magica» означає «магічний ліхтар». Колись це був особливий пристрій на кшталт фільмоскопу чи присртою для показу слайдів. Назву для ансамблю старовинної музики запропонував брат музиканта Тараса Драка, що вивчав латину. Пізніше з'ясувалось, що назва не оригінальна, а має декілька «близнюків» серед культурних закладів сучасної Західної Європи. Цю ж назву мають — 
- театр в місті Прага
- художня галерея в Фінляндії
- видавництво духовної літератури в місті Москва
- це також назва книги кінорежисера І. Бергмана.

## Засновниця і історія виникнення
Ансамбль виник у 1998 році. Засновницею ансамблю стародавньої музики була Ольга Комок, музикознавець та піаністка. Саме вона узялася за опанування старовинних клавішних інструментів і грає на колесній лірі, на органі-портативі.

## Репертуар

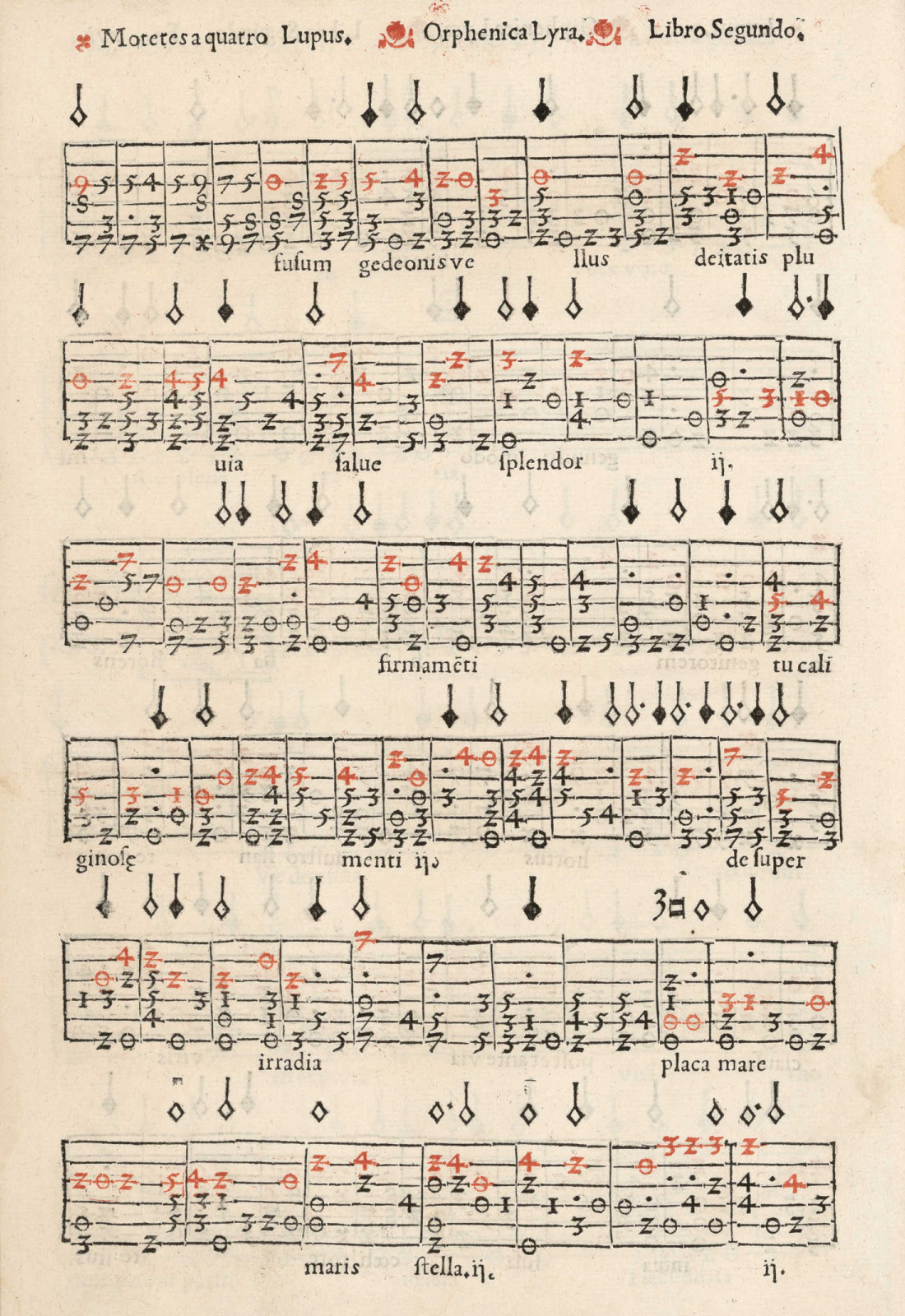
Приклад табулатури для віуели з книги Мігеля де Фуенльяна «Orphenica Lyra» (1554 р.). Червоними цифрами відмічена вокальна партія

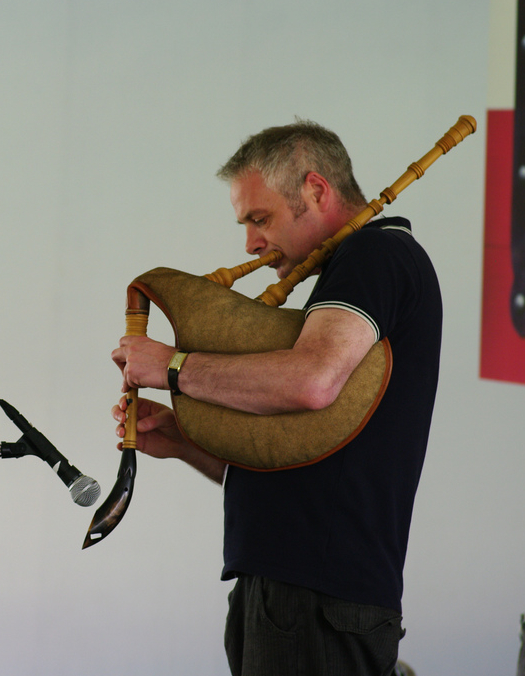
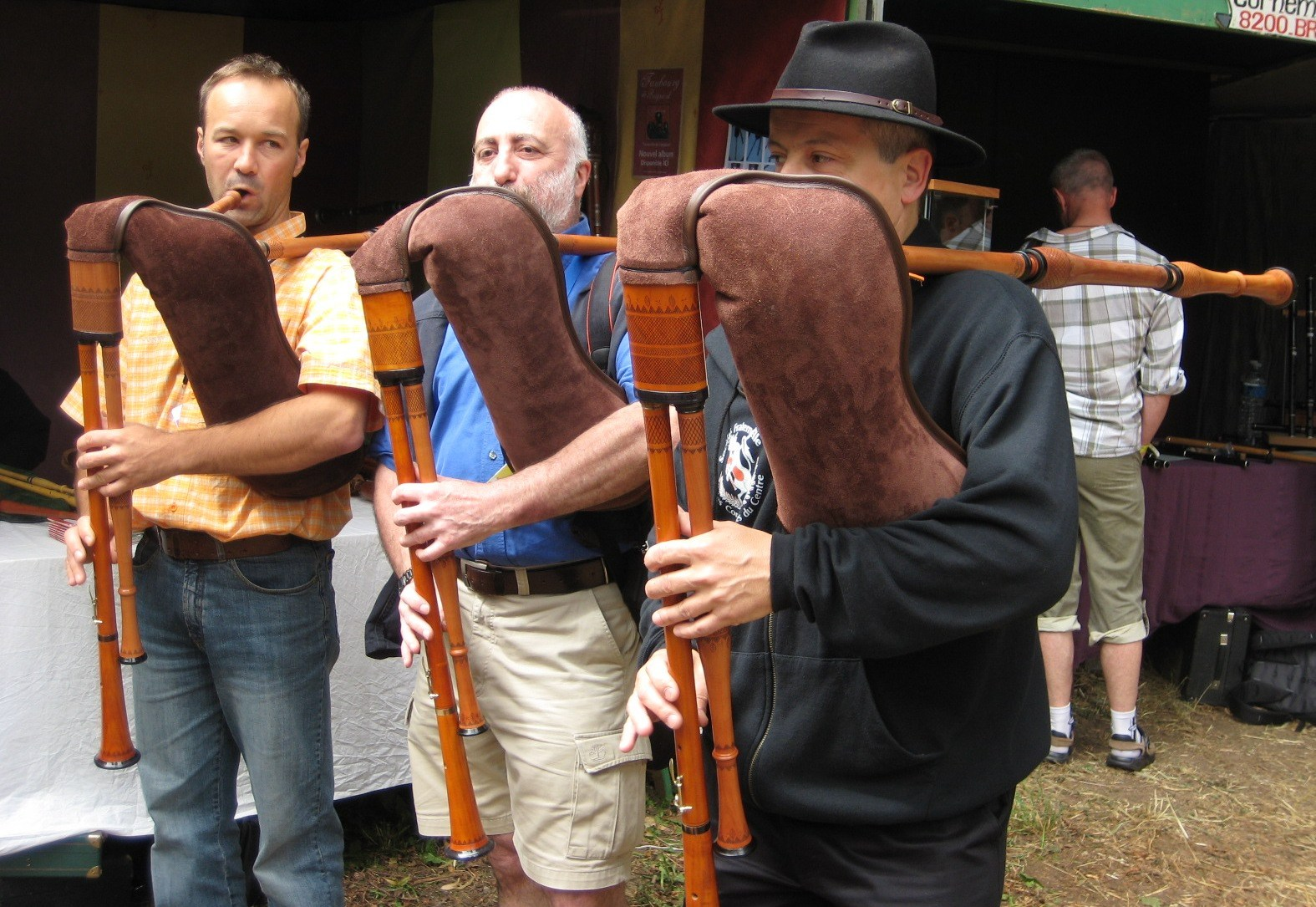
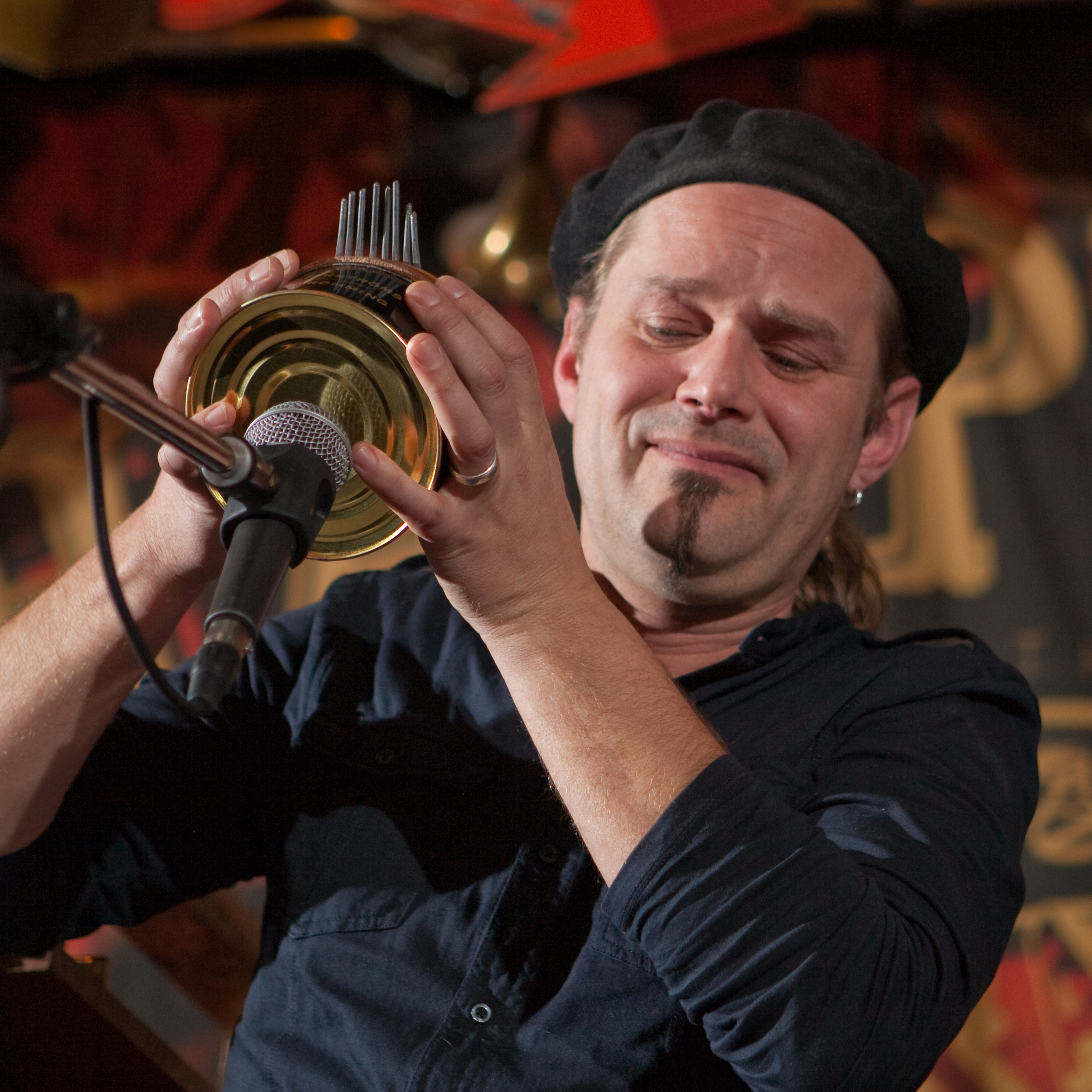

Репертуар ансамблів стародавньої музики буває як обмежений одною  музичною добою (ренесанс, бароко), так і декількома. Складність в тому, що за останні шістсот років виконавство пройшло значний шлях розвитку і велетенських змін. Ускладнився і стандартизувався нотний запис, перейшовши від різних систем звукозапису до уніфікованого сучасного. Свій шлях розвитку і ускладнення пройшли музичні інструменти. Існує низка дослідників — музикознавців, що дешифрує старовинні нотні записи і наближає їх до сучасного виконання.
В Середньовіччя нотні записи не дуже цінувалися і більшість їх втрачена. Це обмежує репертуар сучасних ансамблів стародавньої музики. Автентичне виконавство потребує і відповідних добі музичних інструментів, бо старовинна музика погано «подається» сучасними інструментами, втрачається її тембр. Зазвичай випускники музичних закладів самотужки опановують  гру на історичних інструментах. Прихильники старовинної музики навіть почали відмовлятися від терміну «автентичний», а почали користуватися довгою назвою «історично інформоване виконавство». Бо дотепер втрачені дані про манеру гри на інструментах давнини, нема впевненості, що сучасне виконавство відповідає виконавству історичному. Все це постало як актуальні проблеми і для петербурзького ансамблю  «Laterna Magica».
Ансамбль «Laterna Magica» грає музику декількох епох — від різкуватої середньовічної (яка до XVI століття не використовувала баси ) до музики XIX століття.

## Пошуки і знахідки
Намагання розширити репертуар веде до пошуків і знахідок. Музиканти грають твори XII–XVI століть (народні танці, мелодії пісень трубадурів,придворні танці, церковні гімни) 
Керівництво ансамблю не припиняє пошуків. Серед «знахідок» — музикант з Ірану Арман Хабібі, що вивчав стародавню іранську ( перську ) музику. Так до репертуару ансамблю додалися мелодії середньовічної Персії.

## Музика сефардів

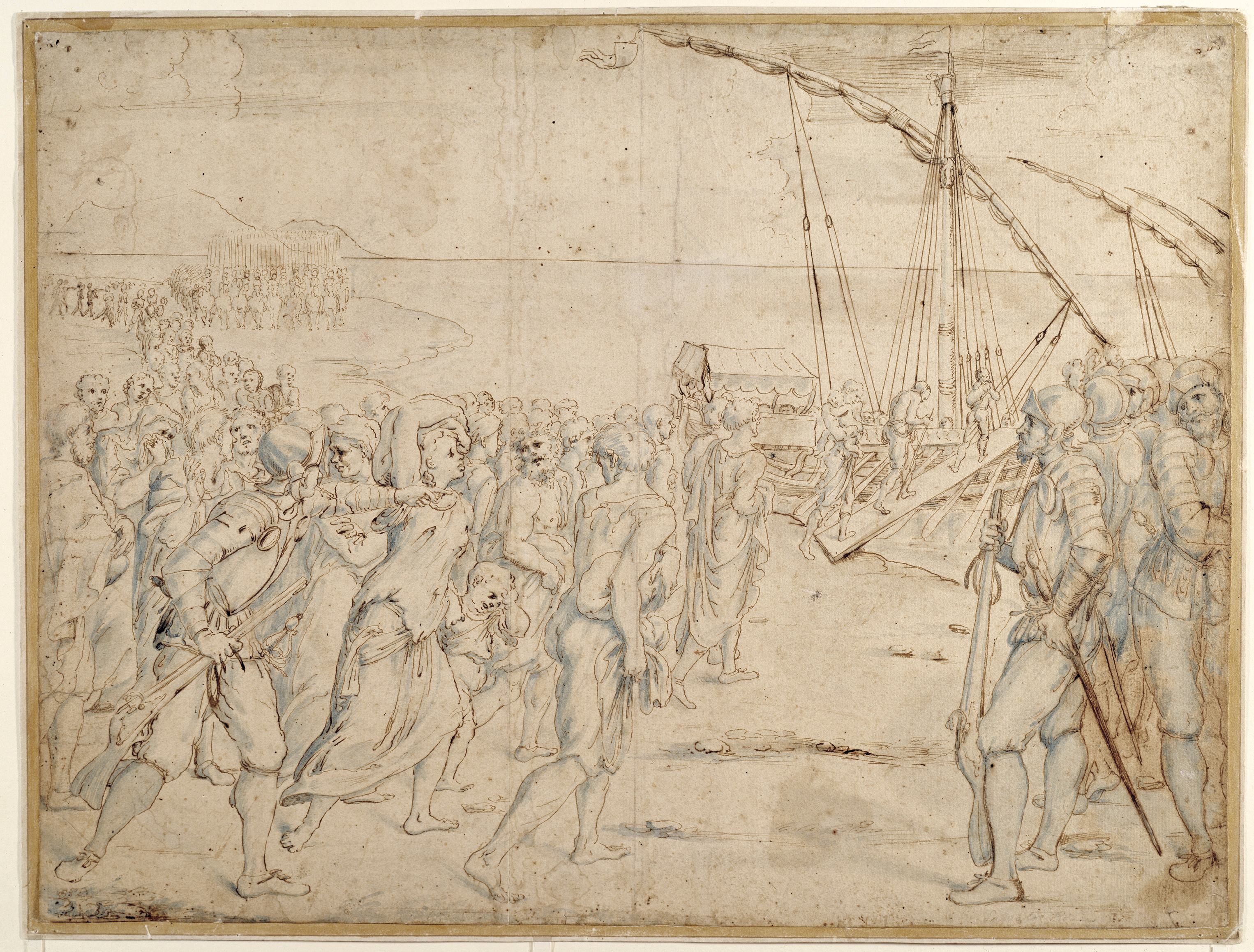
Вигнання арабів-морисків з Іспанії. Малюнок Вісенте Кардуччо.

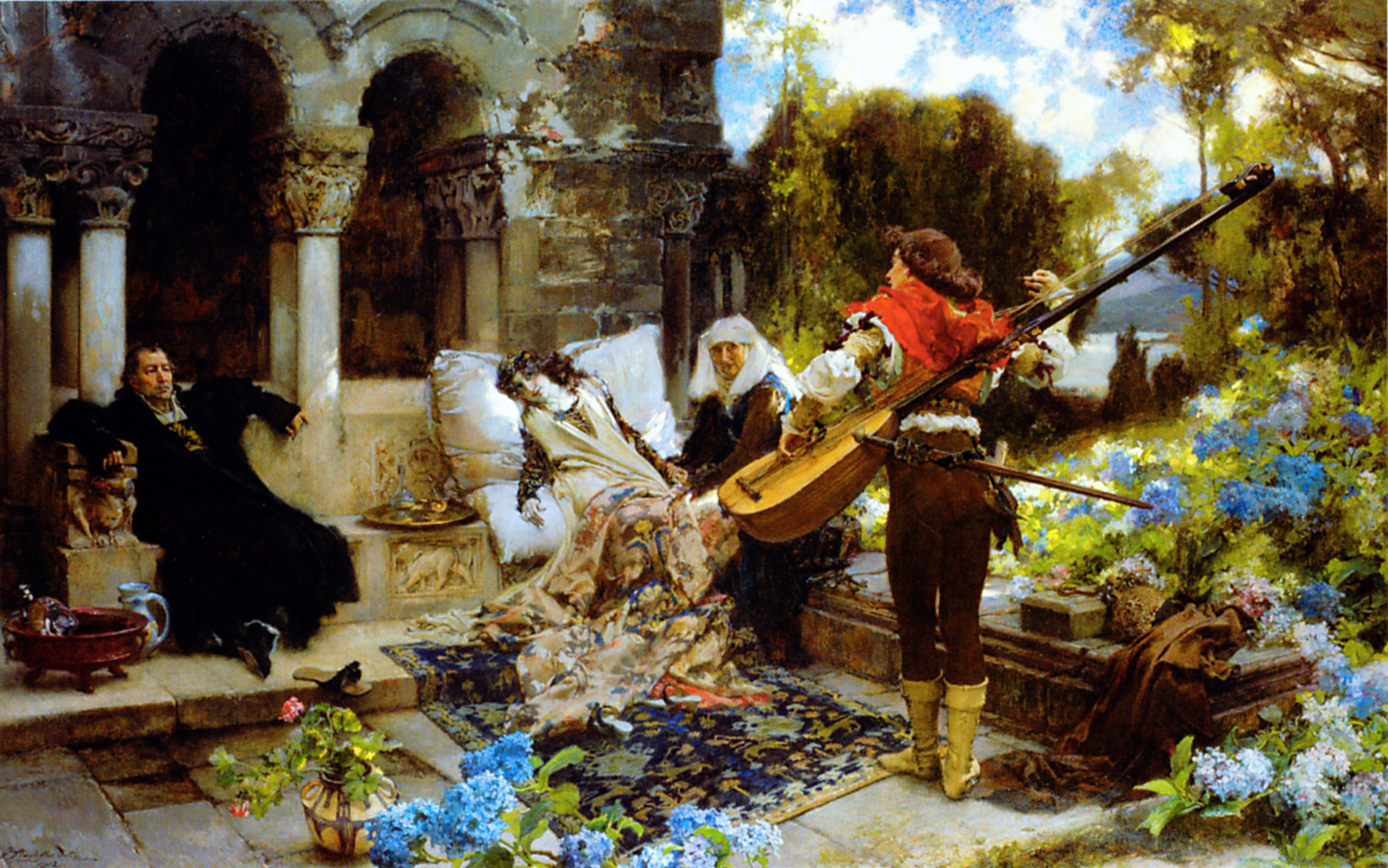
Франсіско Праділья,Пісня про кохання, 1912 р.

Сефарди — іспанські євреї. До 1492 року мешкали у Іспанії. Але Католицькі королі, заклопотані чистотою віросповідування власних підлеглих, розпочали кампанії по викоріненню інших, некатолицьких вірувань в королівстві. Кампанії закінчилися вигнанням арабів і євреїв з території Іберійського півострову. З Іспанії почалася масова еміграція у Голландію, країни Північної Африки і Туреччину. В Іспанії запанувала економічна і політична криза. Музика ж сефардів зберегла риси ранніх епох. Аби ця музика не зникла назавжди, її встигли занотувати, врятувавши прошарок музичного спадку сефардів XVIII-XIX століть, нехай і з пізнішими текстами.
Музиканти не обмежуються і музичним спадком сефардів, скільки б вони їм не співчували. Розшукали і середньовічні записи релігійних гімнів на честь Богородиці. Іспанський король Альфонсо Х у XIII столітті наказав зібрати і занотувати усі гімни (кантіги) на честь Богородиці. Кількість тоді зібраних зразків сягнула чотирьох сотень. Але недосконалість тодішніх записів зробила їх чимось на кшталт конспектів — скільки користувачів, стільки і інтерпретацій. Так в репертуарі «Laterna Magica» зійшлася музика протилежних сторін — підтримана іспанським королем і музика народу-вигнанця.

## Інструменти ансамблю
- Колесна ліра
- орган портатив

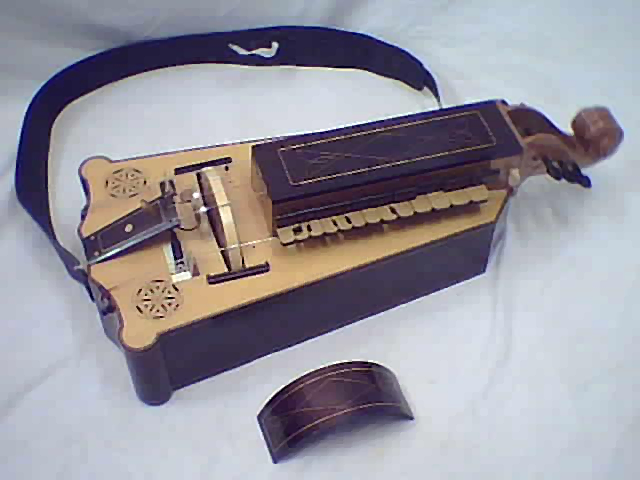

- фідель ( попередник європейської скрипки )
- тар
- флейти середньовіччя і барокова флейта
- сантур

Звичайно, що у музикантів  не інструменти XIII–XVI століть, а їх копії з історичних зразків, сучасні реконструкції. Колишня колісна ліра була такою великою, що на ній грали два музиканти. Сучасна ліра (реконструкція XIII століття)  менша, зате має унікальний звук, і грає на ній одна жінка. Ще у XVIII столітті стародавні музичні інструменти не мали значної вартості, їх ламали чи викидали. Престижності і вартості історичні артефакти набули впродовж XIX століття. Процеси альтернативності в культурі набули міці лише у XX столітті, коли потяглися до неправедно забутих художників, архітекторів, композиторів і старих музичних інструментів (реабілітація Ель Греко, художників доби рококо і середньовіччя, Ванда Ландовська і реабілітація клавесину, автентичне виконавство тощо). Початок XXI століття наслідував цей інтерес і процес. 
Аби підсилити виразність старовинних мелодій, музиканти ансамблю (що знають і слухають і сучасну музику) на концертах використовують вокал і як тло — електронний мікст (різні шуми, додаткові голоси тощо). Але старі музичні інструменти головують. 

## Учасники ансамблю

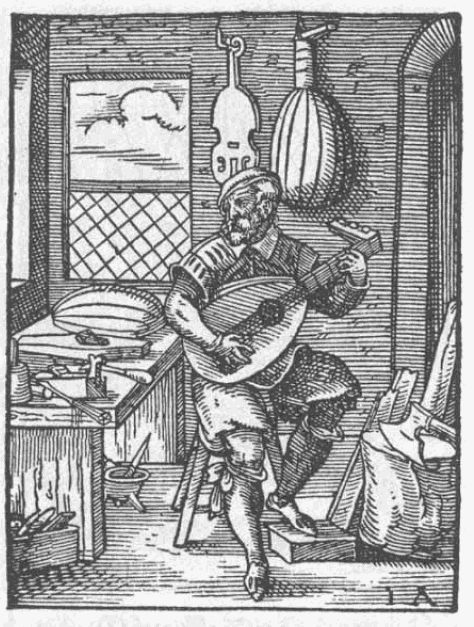
Старовинная майстерня лютняра, 1568 р.

- Ольга Комок ( колесна ліра, орган портатив)
- Тарас Драк (тар, цитоль, лютня, ребаб, бузуки)
- Катерина Бонфельд (барокова флейта, вокал )
- Арман Хабібі (сантур, вокал)
- Олександр Горбунов (фідель, тар)

З часом склад ансамблю змінювався (найбільш стала форма — квінтет), додавалися нові музиканти і нові інструменти або зникали.
Ансамбль рано помітилі і почали запрошувати на фестивалі старовинної музики. Квінтет гастролював в декілької країнах Західної Європи (Чехії, фінляндіЇ, Угорщині, Польщі та США ). Серед міст СНГ, де грали музиканти: 
- Полоцьк
- Львів
- Костомукша
- Великий Новгород
- Мінськ

## Дискографія (рос)
- Латынь и танцы
- Amor ei
- Иберика